# فینال لیگ قهرمانان اروپا ۱۹۹۳
فینال لیگ قهرمانان اروپا ۱۹۹۳، رقابت پایانی لیگ قهرمانان اروپا در سال ۱۹۹۳ است که مابین دو تیم المپیک مارسی و میلان در ورزشگاه المپیک مونیخ، مونیخ برگزار شده‌است.
این مسابقه که در تاریخ ۲۶ مه ۱۹۹۳ انجام شده‌است با نتیجه ۱ بر ۰ به سود تیم المپیک مارسی به پایان رسید.